# گروه اکس‌ال
گروه اکس‌ال (انگلیسی: XL Group) شرکت گردشگری بریتانیایی است، که در سال ۲۰۰۴ تأسیس شد.